# Jean de Meung
Jean de Meun o Jean de Meung, nato Jean Chopinel o Jean Clopinel (Meung-sur-Loire, 1240 circa – Parigi, 1305 circa) è stato un poeta francese del XIII secolo, noto soprattutto per la sua continuazione del Roman de la Rose.

## Biografia
Studiò, a quanto ci dice la tradizione, all'Università di Parigi. Jean de Meung stesso racconta che in gioventù compose delle canzoni che furono cantate in tutta la Francia; come il suo contemporaneo Rutebeuf, fu lun difensore di Guillaume de Saint-Amour e un veemente critico degli ordini mendicanti. Sembra che abbia trascorso la maggior parte della sua vita a Parigi, dove possedeva, in rue Saint-Jacques, una casa con cortile, torre e giardino descrittaci nel 1305 come la dimora del defunto Jean de Meung e consegnata allora da un certo Adam d'Andely ai Domenicani.
La tradizione inoltre, come fa anche con i domenicani Alberto Magno e Tommaso d'Aquino, vede in Jean de Meung un rinomato alchimista.

## Le opere

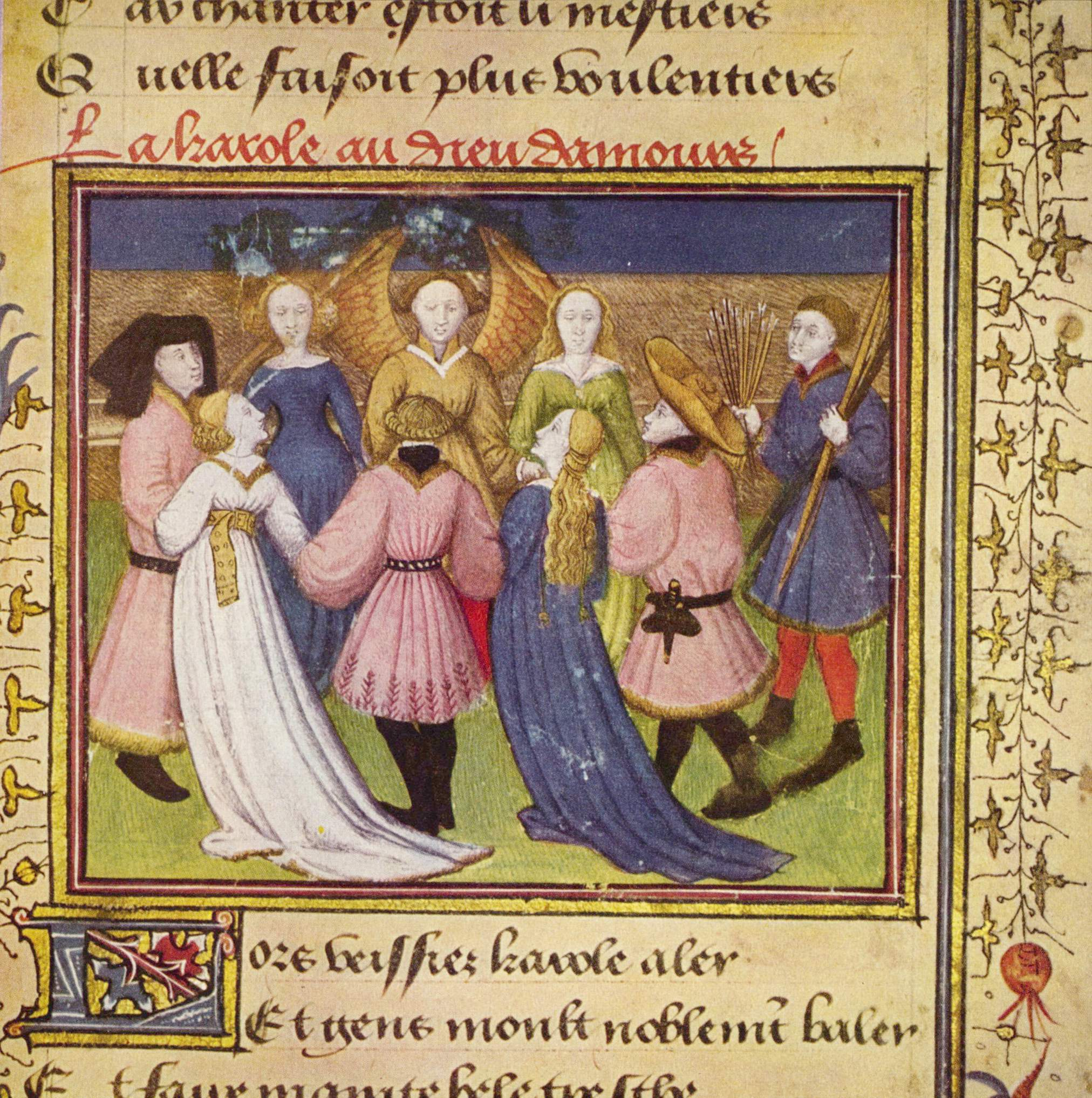
Una pagina del Roman de la Rose

### IlRoman de la Rose
La sua opera più famosa, che ebbe enorme successo per tutto il Medioevo, è il poema allegorico Roman de la Rose (Romanzo della Rosa), iniziato quarant'anni prima e lasciato incompiuto da Guillaume de Lorris, e che Jean de Meung terminò scrivendo più di 18.000 versi. La data di composizione dell'opera è generalmente situata tra il 1268 e il 1285, grazie a un riferimento nel poema alla morte di Manfredi e Corradino, giustiziati nel 1268 dietro ordine di Carlo d'Angiò (deceduto nel 1285), re di Sicilia; ma M.F. Guillon (Jean Clopinel, 1903), considerando il poema soprattutto come satira politica, lo sposta negli ultimi cinque anni del XIII secolo.
Jean de Meung, secondo ogni probabilità, prima editò l'opera del suo predecessore Guillaume de Lorris, per poi usarla come punto di partenza per il proprio capolavoro. Il poema, prima romanzo cortese sull'amore, diventa in lui compendio poetico di tutta la conoscenza scientifica e letteraria del XIII secolo, ma anche violenta satira contro gli ordini monastici, la nobiltà, le donne e il matrimonio. La sua poesia esprime al più alto grado un acuto senso di osservazione, lucidità nel ragionamento e nell'esposizione e purezza della lingua, tanto da essere considerato tra i maggiori poeti francesi del Medioevo. Il romanzo si diffuse rapidamente, ma sollevò anche molte critiche. Fu attaccato da Guglielmo da Deguileville nel suo Pellegrinaggio della vita umana (1330 ca.), opera a lungo in voga in Inghilterra e in Francia, da Jean Gerson e da Christine de Pisan nella sua Lettera al dio d'amore.

### Altre opere
La sua traduzione del De consolatione philosophiae di Severino Boezio è preceduta da una lettera indirizzata a Filippo il Bello ove elenca i suoi precedenti lavori, di cui due sono perduti: De spirituelle amitié, tratto dal De spirituali amicitia di Aelred de Rievaulx, e il Livre des merveilles d'Hirlande (Libro delle meraviglie d'Irlanda), tratto dalla Topographia Hibernica o dal De Mirabilius Hiberniae di Giraldus Cambrensis.
Jean de Meung tradusse anche in francese, nel 1284, il trattato di Vegezio De Re Militari, con il titolo di Livre de Végèce de l'art de la chevalerie (Libro di Vegezio sull'arte della cavalleria). Fu poi autore di una versione spirituale, la prima in francese, delle lettere di Abelardo ed Eloisa.
Sue sono sicuramente le poesie il Testament (Testamento), scritto in quartine rimate che contengono consigli indirizzati alle diverse classi della società, e il Codicille (Codicillo). Soprattutto nel Testamento appare evidente l'influsso della filosofia scolastica, in particolare di Tommaso d'Aquino.